# Sœurs minimes de Notre-Dame des Douleurs
Les Sœurs minimes de Notre-Dame des Douleurs (en latin : Institutum Sororum Minimarum a Virgine Perdolente) sont une congrégation religieuse féminine enseignante et hospitalière de droit pontifical.

## Historique
Le 1er mai 1868, Clelia Barbieri (1847 - 1870) et trois compagnes, sous la direction du père Gaetano Guidi, commencent à mener une vie commune dans une maison près de l'église de Le Budrie de San Giovanni in Persiceto pour enseigner le catéchisme et préparer les jeunes aux sacrements. La communauté prend le nom de Minimes de Notre-Dame des Douleurs en l'honneur de saint François de Paule et de Notre Dame des Douleurs dont le culte est particulièrement important dans la paroisse.
Le cardinal Lucido Maria Parocchi approuve la congrégation ad experimentum le 26 octobre 1879 et son successeur le cardinal Domenico Svampa la reconnaît comme congrégation de droit diocésain.
L'institut est affilié à l'ordre des Servites de Marie le 9 janvier 1951 et reçoit le décret de louange le 20 mars 1934, il est approuvé officiellement par le Saint-Siège le 24 janvier 1949.
Teresa Veronesi (1870-1950), religieuse professe de cette congrégation, est reconnue vénérable le 17 décembre 2022.

## Activités et diffusion
Les sœurs minimes se dédient à l'éducation et l'assistance envers les pauvres, les malades et les personnes marginalisées. 
Elles sont présentes en Italie, Brésil, Inde et Tanzanie.
La maison généralice est à Bologne. 
En 2017, la congrégation comptait 298 religieuses dans 40 maisons.